# 瀨底島
26°38′46″N 127°51′54″E / 26.64611°N 127.86500°E
瀨底島（日语：／ Sesoko-jima、琉球語：／ ），日本島嶼，屬於沖繩縣國頭郡本部町。瀨底島位於沖繩島北部，可以利用瀨底大橋與沖繩島相接。瀨底島面積2.99平方公里，人口442人。

## 外部連結
- バス時刻表（旭橋駅（那覇） → 瀬底公民館前（本部町））
- 国頭郡本部町観光協会
- 国頭郡本部町商工会 （页面存档备份，存于）
- 本部町役場